# Cryptocarya retusa
Cryptocarya retusa är en lagerväxtart som först beskrevs av Carl Ludwig von Willdenow och Christian Gottfried Daniel Nees von Esenbeck, och fick sitt nu gällande namn av Van der Werff. Cryptocarya retusa ingår i släktet Cryptocarya och familjen lagerväxter. Inga underarter finns listade i Catalogue of Life.